# جورج رايت (لاعب كرة قاعدة)
جورج رايت (بالإنجليزية: George Wright)‏ هو لاعب كرة قاعدة أمريكي، ولد في 22 ديسمبر 1958 في أوكلاهوما سيتي في الولايات المتحدة.

## وصلات خارجية
- جورج رايت على موقع دوري كرة القاعدة الرئيسي (الإنجليزية)
- جورج رايت على موقع الدوري الياباني لكرة القاعدة (الإنجليزية)
- جورج رايت على موقعبيزبول رفرنس.كوم (الدوري الرئيسي) (الإنجليزية)
- جورج رايت على موقعبيزبول رفرنس.كوم (الدوري الثانوي) (الإنجليزية)
- جورج رايت على موقع إي إس بي إن.كوم (أم.أل.بي) (الإنجليزية)
- جورج رايت على موقع مشجعي الرسوم البيانية (الإنجليزية)